# Matthew Quick
Matthew Quick (ur. 23 października 1973) – amerykański pisarz powieści dla dorosłych i młodzieży. Jego debiutancka powieść – Poradnik pozytywnego myślenia została bestsellerem New York Timesa. Na jej podstawie stworzono film o tym samym tytule, w którym wystąpili Bradley Cooper, Jennifer Lawrence, Robert De Niro, Jacki Weaver i Chris Tucker.

## Życiorys
Quick dorastał w Oaklyn, New Jersey i ukończył Collingswood High School. Ukończył studia na kierunku literatury angielskiej, wykształcenie średnie zdobył na La Salle University, a tytuł magistra sztuk pięknych w Goddard College. Uczył literatury w szkole średniej w Haddonfield, New Jersey, po czym porzucił pracę by napisać debiutancką powieść. Mieszka na Outer Banks w Karolinie Północnej wraz ze swoją żoną Alicia Bessette, która jest pisarką i pianistką. Otrzymał Honorary Doctorate of Humane Letters od La Salle w 2013 roku.
W 2009 roku znalazł się w finale nagrody PEN/Hemingway, jego twórczość została przetłumaczona na kilka języków. W 2012 jego powieść dla młodzieży Niezbędnik obserwatorów gwiazd została korzystnie zrecenzowana przez „The New York Times”.
Quick pojawił się na liście 100 najbardziej wpływowych ludzi 2013 roku, stworzonej przez „Time”.

## Powieści
- Poradnik pozytywnego myślenia (2013)
- Prawie jak gwiazda rocka (2014)
- Niezbędnik obserwatorów gwiazd (2014)
- Wybacz mi, Leonardzie (2014)
- The Good Luck of Right Now (2014)
- Love May Fail (2015)
- Wszystko to, co wyjątkowe (2016)[8]
- The Reason You’re Alive (2017)[9]